# Ofenpass
Ofenpass (rétorománsky Pass dal Fuorn) je horský průsmyk v nadmořské výšce 2149 m nalézající se ve švýcarském kantonu Graubünden mezi Zernezem v Engadinu a údolím Val Müstair, který odděluje horskou skupinu Sesvenna (orograficky vlevo) od horské skupiny Ortles (vpravo).
Ze Zernezu vede silnice H 28 přes Švýcarský národní park na severní straně a na vrchol průsmyku se dostanete po 19,1 km těsně mimo hranice parku. Jen o 7,1 km dříve můžete odbočit do tunelu Munt-la-Schera a dojet do italského Livigna.
V Atlase Tyrolensis z roku 1774 je průsmyk nazýván Tschirfser Jöchl podle obce Tschierv v Münstertalu.

## Historie

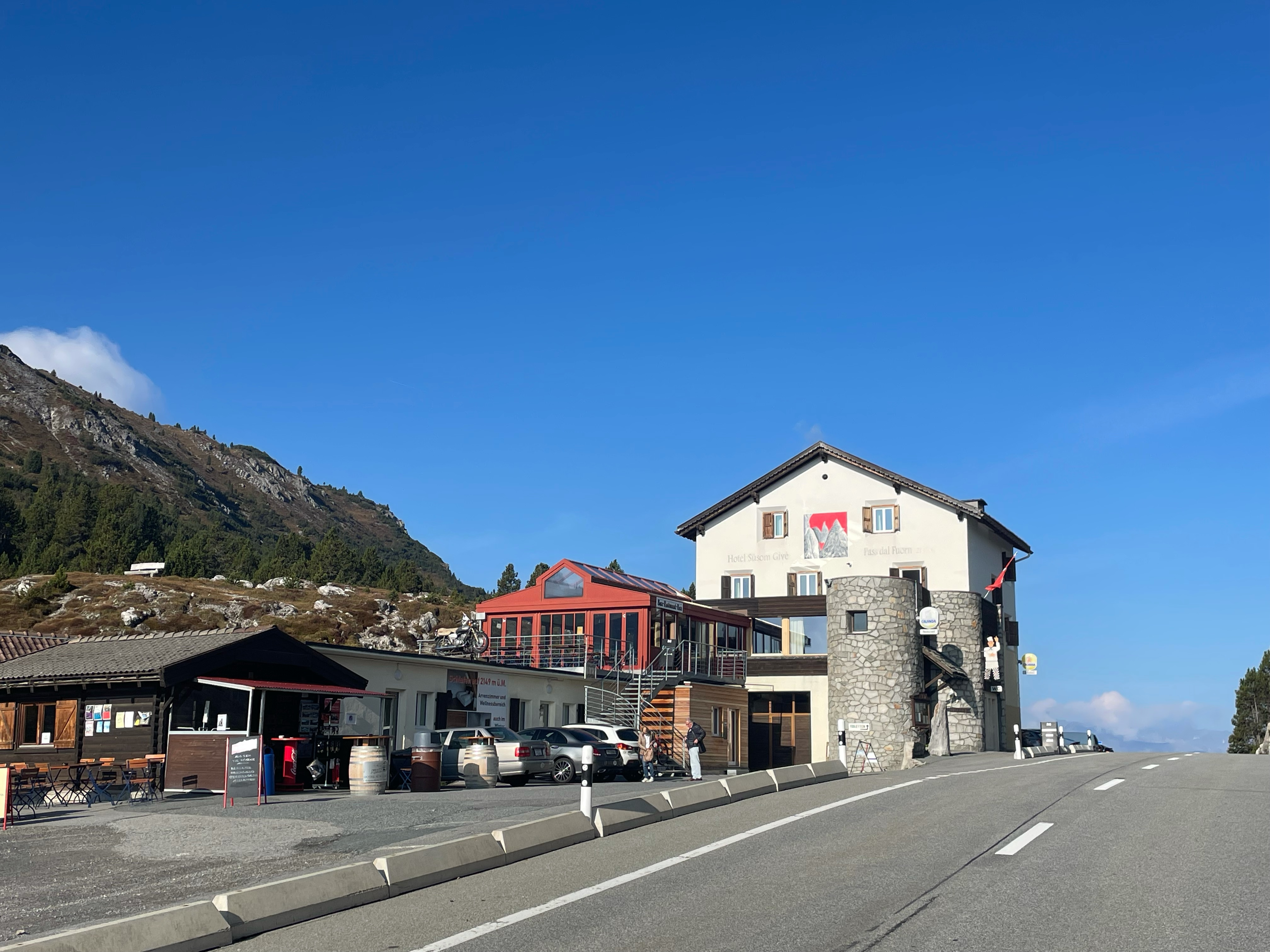
Vrchol průsmyku od jihu.

Ofenský průsmyk s Munt la Schera v pozadí, historická letecká fotografie Wernera Friedliho (1954).

## Doba kamenná
Povodí průsmyku Ofenpass, které je navzdory odlesnění stále zalesněné, bylo vždy přechodem z údolí Etschtal do údolí řeky Inn. Nálezy z Ova Spinu, 11 km severozápadně od vrcholu průsmyku, mají neolitický charakter, což naznačuje, že lokalita byla využívána již v té době.

## Římská doba
Římané nevybudovali silnici, ale přes průsmyk vedla soumarská cesta, která spojovala Via Claudia Augusta s dnešním katonem Graubünden.

## Středověk

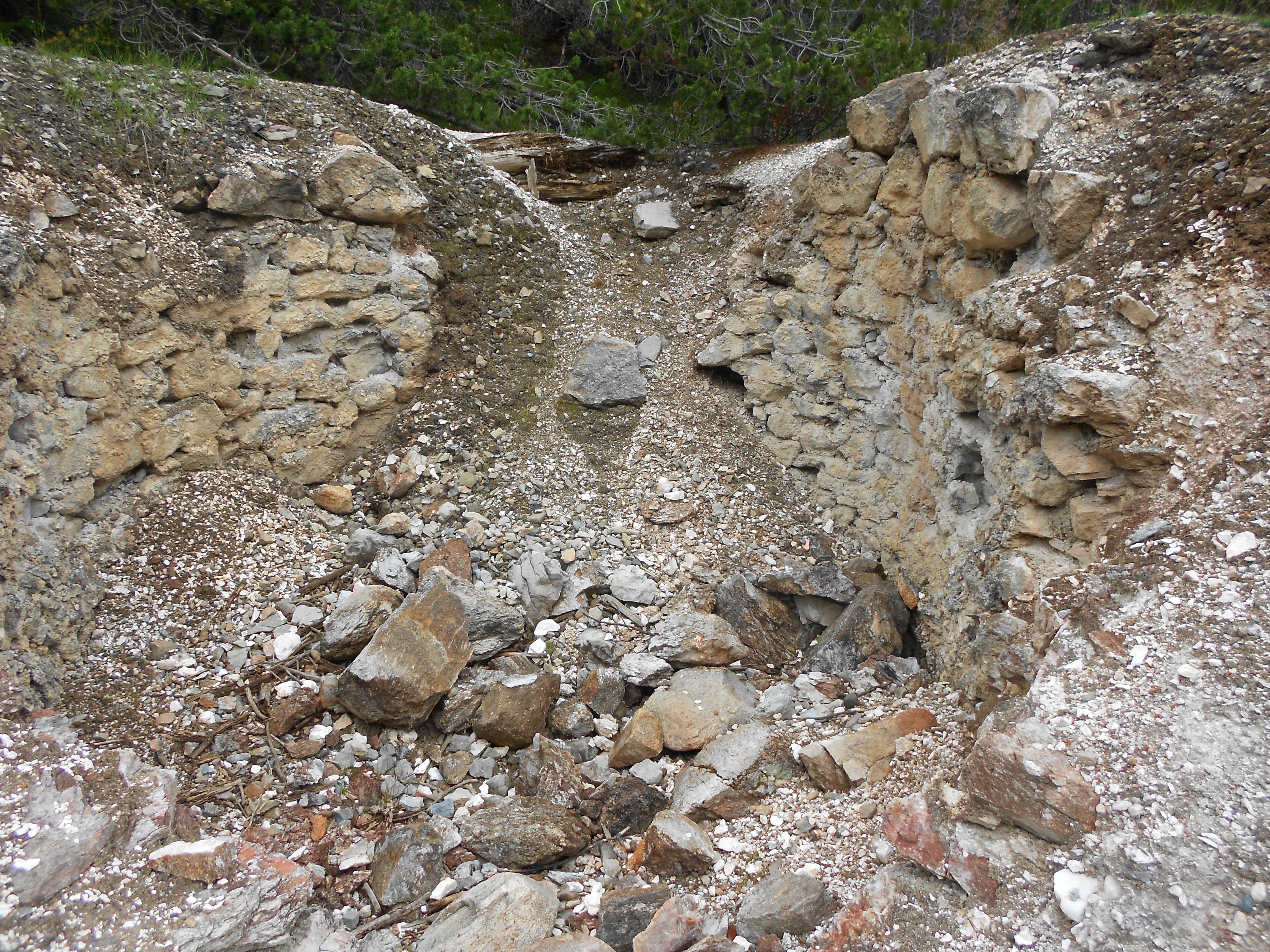
Zřícenina vápenky severozápadně od dnešního hostince Il Fuorn. V provozu byla až do 19. století

V raném středověku vzrostl význam stezky spojující Engadin a Vinschgau, i když není jasné, zda zpočátku skutečně vedla stezka přes průsmyk Ofenpass. Protože v karolinské době je na trase z Churu přes Julierpass do Müstairu zmiňována taberna Ardez, mohla být tehdejší doprava jiná, a tak (možná) vedla z Val S-charl přes průsmyk Pass da Costainas do Val Müstair objízdná trasa.

## Těžba
Název průsmyku Ofenpass je odvozen od bývalých železářských hutí, které kdysi zpracovávaly železnou rudu z okolních dolů v blízkosti průsmyku. Nedaleko dodnes používaných silnic jsou v krajině vidět jejich pozůstatky a zříceniny; obzvlášť nápadné jsou cihlové vysoké pece. Potřeba dřeva pro hutě i doly byla obrovská, a proto byly kdysi četné lesy daleko kolem průsmyku vykáceny. I přes pozdější zalesnění jsou škody patrné dodnes.
V roce 1332 udělil churský biskup Ulrich von Lenzburg rodině von Planta právo těžit v oblasti Ofenského průsmyku v Munt Buffalora. Díky tomu bylo pomocí kladiv a železa nebo zapálením vybudováno několik štol, jejichž celková délka se odhaduje na 14 kilometrů. Na dnešní pastvině Alp Buffalora se nacházela osada horníků a řemesel spojených s těžbou (uhlíři, lesní dělníci, hutníci, dopravci), která čítala asi 20 budov.
V roce 1489 založil Sigismondo de Zenoni z Bormia další důlní společnost v průsmyku Ofenpass v oblasti Murteras da Grimmels, která musela po šesti letech ukončit činnost kvůli nedostatečnému výnosu. Švábská válka způsobila, že od roku 1499 těžba zcela ustala.
Nový pokus o těžbu se uskutečnil v roce 1580 pod vedením Johannese von Salis-Samedan. Z technologického hlediska došlo k významnému pokroku, protože předchozí závodní pece byly nahrazeny vysokými pecemi a bylo možné vyrábět tekuté surové železo. Protože ložiska železné rudy v těžebních oblastech Munt Buffalora a Murteras da Grimmels již byla vyčerpána nebo nebyla dostatečně produktivní, byla ruda potřebná k tavení dopravována z oblasti Bormia do průsmyku Ofenpasstotiž . Na rozdíl od oblasti Bormio zde byla stále k dispozici dostatečná zásoba dřeva pro tavbu. Postupem času se však tato doprava ukázala jako nerentabilní, a tak se na počátku 17. století opět přestalo s tavením.
V roce 1684 zahájil Johann Heinrich von Planta, další člen rodu von Planta, poslední období těžby v průsmyku Ofenpass. Von Planta nechal v Il Fuornu postavit novou vysokou pec na základech staré pece. Rudy potřebné k tavbě pocházely opět převážně z Bormia. Po několika letech však byla pravděpodobně i tato tavba ukončena. Zbytky pece z roku 1684 se dochovaly dodnes.

## Doprava

### Výstavba silnic

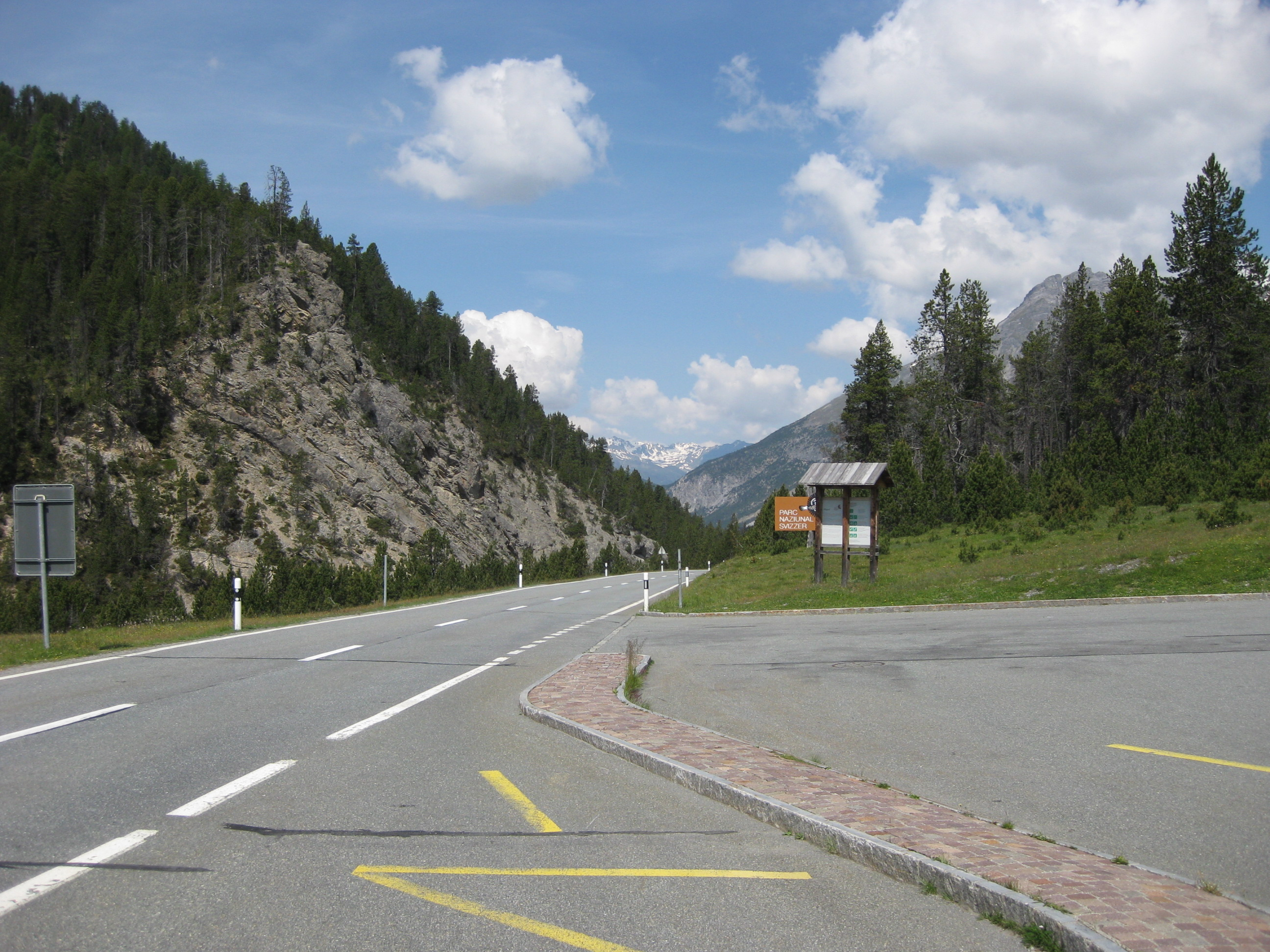
Buffalora (1968 m n. m.) na severní rampě průsmyku, asi 2 km před vrcholem. Pohled na západ směrem k Zernezu, do národního parku. Piz dal Fuorn (2906 m n. m.) v pozadí vpravo.

Ještě v polovině 19. století vedla po severní rampě původní soumarská cesta pro mezky z Ova Spinu přes Champlönch na vrchol průsmyku Süsom Givé.
V roce 1871 byla postavena současná silnice. Dnes kopíruje hlavní údolí a Ova dal Fuorn ("Ofenbach"), je sice exponovaná, ale s mnohem menším sklonem. Stavba souvisí s výstavbou moderní silnice Engadinským údolím z roku 1865, dnešní hlavní silnice 27, a také s výstavbou silnice do průsmyku Flüelapass z roku 1867.

### Ofenberská železnice
V letech 1895 až 1914 se objevily nikdy nerealizované myšlenky na vybudování Ofenberské železnice, která by spojila švýcarské Dolní Engadiny s jihotyrolským regionem Vinschgau přes Ofenpass.

## Národní park
Švýcarský národní park byl založen v roce 1914 v oblasti, která byla až do konce 19. století obývána vlky a medvědy a byla bohatá na divokou zvěř. Úsek průsmykové cesty z Ova Spin přes Il Fuorn do Buffalory na severní rampě je součástí dnešního národního parku jako jeho jediná silnice. Vrchol průsmyku a jižní rampa se nacházejí mimo park.

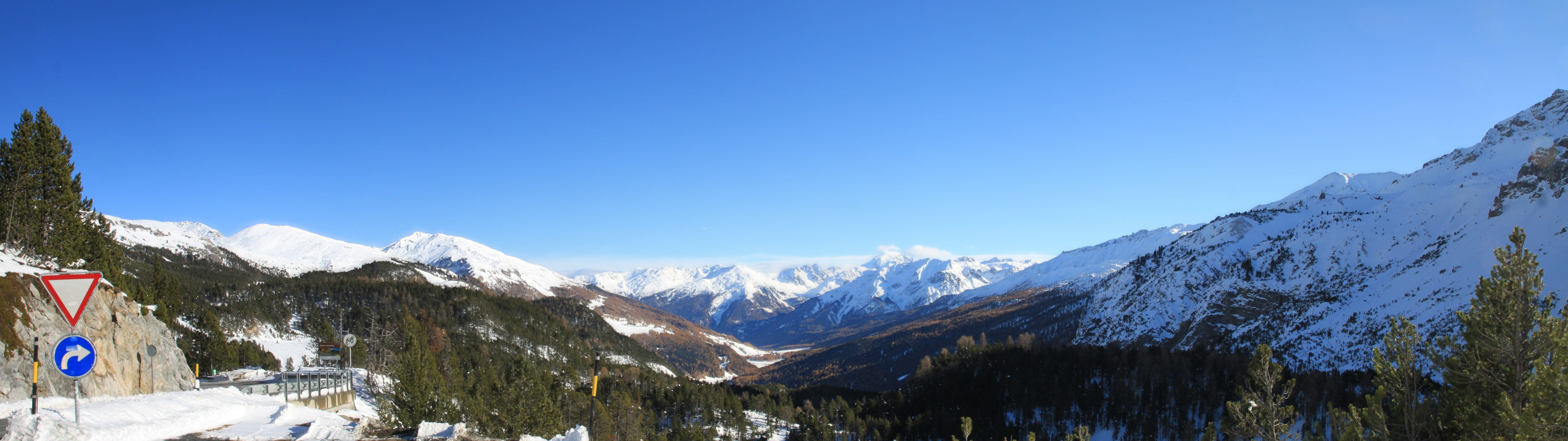
Pohled z Ofenpasshöhe jihovýchodním směrem přes horní část údolí Münstertal na skupinu Ortler (Jižní Tyrolsko)

## Flóra a fauna
- V roce 2004 byl poblíž průsmyku Ofenpass objeven největší klon václavky v Evropě. Průměr houby, která je stará asi 1000 let, se odhaduje na 500 až 800 metrů.
- V červenci 2005 byl v průsmyku pozorován medvěd hnědý. Medvědi byli ve Švýcarsku vyhubeni od roku 1904.